# Anacamptodes angulata
Anacamptodes angulata là một loài bướm đêm trong họ Geometridae.